# Dębiec (województwo wielkopolskie)
Dębiec – wieś w Polsce, położona w województwie wielkopolskim, w powiecie poznańskim, w gminie Kórnik.
| SIMC    | Nazwa | Rodzaj    |
| ------- | ----- | --------- |
| 0586483 | Huby  | część wsi |

W latach 1975–1998 miejscowość administracyjnie należała do województwa poznańskiego.